# Modena megye
Modena megye (olaszul: Provincia di Modena, emilián nyelven: Pruvèinsa ed Mòdna) Olaszország Emilia-Romagna régiójának egyik megyéje. Székhelye Modena.

## Fekvése
Modena megye Mantova, Ferrara, Bolonya városa, Pistoia, Lucca, Reggio Emilia és Bologna megyékkel határos.

## Községek(comuni)
- Bastiglia
- Bomporto
- Campogalliano
- Camposanto
- Carpi
- Castelfranco Emilia
- Castelnuovo Rangone
- Castelvetro di Modena
- Cavezzo
- Concordia sulla Secchia
- Fanano
- Finale Emilia
- Fiorano Modenese
- Fiumalbo
- Formigine
- Frassinoro
- Guiglia
- Lama Mocogno
- Maranello
- Marano sul Panaro
- Medolla
- Mirandola
- Modena
- Montecreto
- Montefiorino
- Montese
- Nonantola
- Novi di Modena
- Palagano
- Pavullo nel Frignano
- Pievepelago
- Polinago
- Prignano sulla Secchia
- Ravarino
- Riolunato
- San Cesario sul Panaro
- San Felice sul Panaro
- San Possidonio
- San Prospero
- Sassuolo
- Savignano sul Panaro
- Serramazzoni
- Sestola
- Soliera
- Spilamberto
- Vignola
- Zocca